# Гемпель, Станислав
Станислав Гемпель (пол. Stanisław Hempel) (9 марта 1891 года, Лемберг, Австро-Венгрия — 25 января 1968 года, Варшава, Польская Народная Республика) — польский политик и дипломат. Посол Польши в Чехословакии, Иране и Ираке. Сенатор Польши.

## Биография
Родился в семье сенатора Йоахима Гемпеля и Анны (девичья фамилия Бондзиньская). Родной брат Зигмунта Йоахима (1894—1944) — капитан Войска Польского, глава Бюро информации и пропаганды Варшавского городского отдела SZP-ZWZ, погиб в Варшавском восстании, и Казимежа (1896—1941) — бургомистр Хенцин, погиб в Аушвице.
Станислав учился во Львове. С 1909 года член ряда подпольных польских военизированных организаций. Во время I мировой войны служил в I бригаде Легионов. Некоторое время был адъютантом Юзефа Пилсудского. Затем член Верховного командования Польской военной организации, секретарь военной комиссии Временного государственного правительства. Арестован немцами 13 июля 1917 во время кризиса присяги и содержался в Хафельберге.
Освобождён вскоре после получения Польшей независимости в 1918 году. Послан с дипломатической миссией во Францию. С января 1919 года директор Бюро прессы польской делегации на Парижской мирной конференции. 24 мая 1919 года перешёл на дипломатическую службу Второй Речи Посполитой. С мая 1919 консульский секретарь посольства Польши в Бухаресте, с апреля 1921 консульский советник в Политическом департаменте МИД Польши в Варшаве. С мая по июль 1923 года находился с особой миссией в Стамбуле.
До 18 июля 1924 года работал в Политическом и Экономическом департаментах МИДа. Затем в течение 5 месяцев поверенный в делах Польской Республики в Чехословацкой Республике. После этого поверенный в делах в Тегеране.
11 октября 1928 года ранг посольства повышен и Станислав получил чин чрезвычайного и полномочного посла Польши в Иране. С декабря 1932 года также аккредитован в Ираке. Оба эти поста занимал до конца ноября 1938 года.
В 1938—1939 годах сенатор Польши от Лодзинского воеводства. Член фракции OZN. После начала II мировой войны во Франции, где после её капитуляции принимал участие в движении Сопротивления. В 1943—1944 годах под арестом Гестапо. После войны остался во Франции. В Польшу вернулся в 1966 году.
Был женат на историке-искусствоведе Янине Голлендер. Похоронен на кладбище Старые Повонзки (кв. 164, р. 6, м. 1).